# Agente segreto X-9
Agente segreto X-9 (Secret Agent X-9) è una serie a fumetti a strisce giornaliere di genere poliziesco ideata nel 1934 da Dashiell Hammett e dal disegnatore Alex Raymond; venne pubblicata su numerosi giornali statunitensi dal 22 gennaio 1934 al febbraio 1997. Dalla serie a fumetti vennero tratte due serie di film cinematografici a episodi realizzati dalla Universal, nel 1937 e nel 1945.

## Storia editoriale
La serie venne pubblicata ininterrottamente su numerosi giornali statunitensi dal 22 gennaio 1934 al febbraio 1997. Non venne mai prodotta una versione a tavole domenicali. Venne ideata dallo scrittore giallista Dashiell Hammett che realizzerà storie dalle trame ben congegnate e dense di colpi di scena fino ad aprile 1935 quando lasciò l'incarico a Leslie Charteris per qualche mese prima di essere affidato ad autori meno noti che contribuiranno al lento declino del personaggio snaturandone alcune caratteristiche. I disegni, dopo Alex Raymond, dal 1935 vennero realizzati da Charles Flanders e poi da Nicholas Fonsky (1938), Austin Briggs (1938), Mel Graff (1940) che si alternava a Paul Norris (1955/59), Bob “Lewis” Lubbers (1960). A metà degli anni sessanta la qualità era notevolmente calata e la serie era pubblicata su pochi giornali statunitensi. Il King Features Syndicate, l'agenzia che ne deteneva i diritti, decide di rilanciare la serie affidandola ad Archie Goodwin e ad Al Williamson i quali fanno esordiscono il 30 gennaio 1967 raggiungendo ottimi risultati e realizzando un sodalizio artistico che durerà fino al 1980, quando il disegnatore abbandonerà la serie che verrà affidata a George Evans.
In Italia la serie esordì sul settimanale L'Avventuroso e poi su altre testate e quotidiani.

## Caratterizzazione del personaggio
Phil Corrigan è un agente dell'FBI di cui si sa molto poco. Dedito con implacabile impegno alla lotta contro la malavita organizzata, è un agente incorruttibile e molto coraggioso che agisce da solo capace di infiltrarsi tra i criminali per raggiungere i suoi obiettivi. Quando la piccola Hilda, che ha salvato dalle grinfie dei suoi rapitori, gli chiede perché avesse promesso a sua madre che l'avrebbe trovata a ogni costo, risponde:«Perché anch'io avevo una bambina come te: sua madre era bella come la tua. Sono state uccise tutte e due e ho giurato di vendicarmi su tutti i criminali. Così dedico la mia vita alla lotta contro il crimine!».

## Altri media
La Universal Pictures ha prodotto due serial cinematografici basati sulle avventure del personaggio dell'agente segreto X-9, rispettivamente nel 1937 (con Scott Kolk, 12 episodi per la durata di 232 minuti) e nel 1945 (con Lloyd Bridges, 13 episodi per la durata di 246 minuti).